# The Spoilers (film 1914)
The Spoilers è un film western muto del 1914 diretto da Colin Campbell e interpretato da William Farnum, Kathlyn Williams e Tom Santschi. Prodotto dalla Selig Polyscope Company, il film - distribuito da The Film Market in una riedizione nel 1916 - uscì in prima mondiale il 25 marzo 1914.
La sceneggiatura si basa sul romanzo omonimo e su The Spoilers, il lavoro teatrale di Rex Beach che, prodotto da Daniel Frohman, aveva debuttato a Broadway l'11 marzo 1907.

## Trama
Roy Glenister e il suo socio Dextry, proprietari della più ricca miniera in Alaska, si recano nel periodo invernale negli Stati Uniti. A Washington, Alex McNamara sta intrallazzando con il corrotto giudice Stillman che vuole inviare a Nome per derubare dei loro diritti minerari tutti i legittimi proprietari. Il giudice, però, cade malato e invia in sua vece in Alaska la nipote Helen Chester che deve portare con sé i documenti. Durante il viaggio, Helen incontra Glenister da cui si sente subito attratta. A Nome, i piani di McNamara sembrano aver successo, ma Glenister e Dextry ricorrono all'avvocato Bill Wheaton che li aiuta a svelare il complotto e a far arrestare i responsabili. Si scopre anche che Bronco Kid, un giovane che, insieme a Cherry Malotte, una ballerina amante di Glenister, aveva tentato di separare il minatore da Helen, è in realtà proprio il fratello della ragazza, perduto da anni. Alla fine, Glenister e Helen si confessano il loro amore reciproco.

## Produzione
Prodotto dalla Selig Polyscope Company

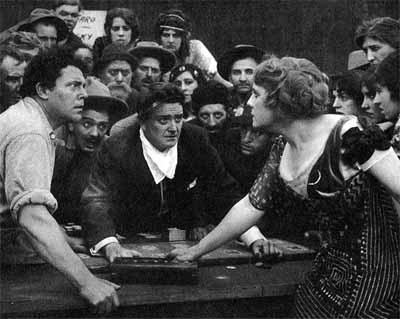
William Farnum, Wheeler Oakman e Kathlyn Williams

## Distribuzione
Il film fu presentato in prima mondiale il 25 marzo 1914 all'Orchestral Hall di Chicago; uscì poi nelle sale statunitensi l'11 aprile. Nel 1916, The Film Market ne presentò una riedizione ampliata in dodici rulli comprendente anche una breve apparizione di Rex Beach (l'autore del romanzo da cui era stata tratta la storia) al lavoro. Questa versione sembra perduta.
Una copia incompleta della pellicola (un rullo in positivo a 35 mm) è conservata negli archivi della Cohen Media Group (Raymond Rohauer collection).
Il film è stato distribuito in VHS dalla Grapevine Video.

## Differenti versioni
La storia - tratta dal libro di Rex Beach - fu utilizzata più volte al cinema, in varie versioni: 
- The Spoilers, regia di  Colin Campbell  (1914)
- The Spoilers, regia  di Lambert Hillyer con Noah Beery nel ruolo di MacNamara (1923)
- The Spoilers, regia  di Edwin Carewe con Gary Cooper (nel ruolo di Glennister), Kay Johnson e Betty Compson  (1930)
- I cacciatori dell'oro, regia  di Ray Enright con Marlene Dietrich, John Wayne e Randolph Scott  (1942)
- I pionieri dell'Alaska, regia  di Jesse Hibbs con Anne Baxter, Jeff Chandler e Rory Calhoun (1955)